# Per tutta la vita (film 2021)
Per tutta la vita è un film del 2021 diretto da Paolo Costella.
È l'ultima pellicola in cui compare Renato Scarpa.

## Trama
La curia annulla tutti i matrimoni celebrati in una parrocchia nei precedenti nove anni, scoprendo che il prete che li aveva officiati era, in realtà, un truffatore. Il fatto si ripercuote su quattro coppie che, davanti all'eventualità di partecipare a un rito comune (indetto sempre dalla stessa curia per "riparare" al misfatto), colgono l'occasione per fare un bilancio sulla loro vita "coniugale" mentre aspettano il giorno del risposarsi. 
Chi è subito pronto a risposarsi, chi è già separato e allora non era mai stato sposato, chi ama ancora il proprio partner con gran difficoltà, chi ha storie parallele, il film percorre le vicissitudini e le decisioni degli otto protagonisti.

## Distribuzione
Il film è stato distribuito nelle sale cinematografiche italiane dall'11 novembre 2021, mentre è stato trasmesso in prima visione assoluta su Rai 2 il 27 giugno 2023 e su Rai 1 il 23 agosto 2024.